# أوليفر اولسن
أوليفر اولسن (بالدنماركية: Oliver Olsen)‏ هو لاعب كرة قدم دنماركي في مركز الدفاع، ولد في 13 أغسطس 2000 في الدنمارك في مملكة الدنمارك. لعب مع نادي ميتييلاند.